# Paik Seung-ho
Paik Seung-ho (kor. 백승호; ur. 17 marca 1997 w Seulu) – południowokoreański piłkarz, występujący na pozycji pomocnika w angielskim klubie Birmingham City F.C. oraz w reprezentacji Korei Południowej. Uczestnik Mistrzostw Świata 2022.

## Statystyki

### Klubowe
Na podstawie:
| Klub                   | Sezonów | Liga                  | Liga  | Liga   | Puchar krajowy | Puchar krajowy | Kontynentalne | Kontynentalne | Suma  | Suma   |
| Klub                   | Sezonów | Liga                  | Mecze | Bramki | Mecze          | Bramki         | Mecze         | Bramki        | Mecze | Bramki |
| ---------------------- | ------- | --------------------- | ----- | ------ | -------------- | -------------- | ------------- | ------------- | ----- | ------ |
| CF Peralada            | 2       | Segunda División B    | 55    | 2      | 0              | 0              | –             | –             | 55    | 2      |
| Girona FC              | 1       | Primera División      | 3     | 0      | 3              | 0              | –             | –             | 6     | 0      |
| SV Darmstadt 98        | 2       | 2. Fußball-Bundesliga | 41    | 2      | 4              | 1              | –             | –             | 45    | 3      |
| Jeonbuk Hyundai Motors | 3       | K League 1            | 82    | 9      | 9              | 1              | 15            | 1             | 106   | 11     |
| Birmingham City F.C.   | 1       | EFL Championship      | 10    | 0      | 0              | 0              | –             | –             | 10    | 0      |
|                        | Łącznie | Łącznie               | 191   | 13     | 16             | 2              | 15            | 1             | 222   | 16     |

### Reprezentacyjne
Na podstawie:
| Gole w reprezentacji | Gole w reprezentacji | Gole w reprezentacji | Gole w reprezentacji | Gole w reprezentacji | Gole w reprezentacji | Gole w reprezentacji | Gole w reprezentacji    |
| Lp.                  | Data                 | Miasto               | Przeciwnik           | Wynik                | Gole                 | Inne                 | Rozgrywki               |
| -------------------- | -------------------- | -------------------- | -------------------- | -------------------- | -------------------- | -------------------- | ----------------------- |
| 1.                   | 15.01.2022           | Antalya              | Islandia             | 5:1 (3:0)            | 29'                  |                      | mecz towarzyski         |
| 2.                   | 21.01.2022           | Antalya              | Mołdawia             | 4:0 (2:0)            | 33'                  |                      | mecz towarzyski         |
| 3.                   | 05.12.2022           | Doha                 | Brazylia             | 1:4 (0:4)            | 76'                  |                      | Mistrzostwa Świata 2022 |

## Sukcesy
Na podstawie:

### Klubowe
Z Jeonbuk Hyundai Motors:
- Mistrz Korei Południowej 2021
- Puchar Korei Południowej 2022

### Reprezentacyjne
- I miejsce na Igrzyskach Azjatyckich 2022